# Balkon (obraz Édouarda Maneta)
Balkon (fr. Le Balcon) – obraz olejny francuskiego malarza Édouarda Maneta namalowany w latach 1868–1869, a obecnie przechowywany w Musée d’Orsay w Paryżu. Po raz pierwszy został wystawiony na Salonie Odrzuconych, w 1869. Malowidło jest wzorowane na obrazie Goi Majas na balkonie.

## Opis
Obraz przedstawia cztery postacie. Na pierwszym planie znajdują się trzy z nich: siedząca na krześle przy balustradzie balkonu Berthe Morisot (późniejsza szwagierka artysty, gdyż w 1874 wyszła za jego brata, Eugène’a), a także malarz Antoine Guillemet i skrzypaczka Fanny Claus, którzy stoją za Berthe. Czwartą, ledwie widoczną postacią jest Léon Koëlla Leenhoff, syn Suzanne Leenhoff, z którą Manet ożenił się w 1863. Występuje on często na obrazach Maneta. Prawdopodobnie był jego synem, chociaż artysta nigdy go za takiego nie uznał.